# Gordon Campbell (baron Campbell de Croy)
Pour les articles homonymes, voir Gordon Campbell et Campbell.
Gordon Thomas Calthrop Campbell, baron Campbell de Croy, (8 juin 1921 - 26 avril 2005) est un homme politique et diplomate conservateur britannique.

## Biographie

### Jeunesse et carrière
Campbell est né à Quetta, en Inde britannique (maintenant au Pakistan), le fils du major-général James Alexander Campbell et fait ses études à la Rockport School de Holywood, dans le comté de Down, puis au Wellington College avant de rejoindre la Royal Artillery en 1939. Il combat pendant la Seconde Guerre mondiale avec l'artillerie royale de 1940, remportant la Croix militaire et le barreau. Il prend sa retraite en 1947 avec le grade honorifique de major, et entre au Foreign Office servant à New York et Vienne jusqu'en 1957.

### Chambre des communes
Élu au Parlement en 1959, comme député de la circonscription de Moray et Nairn, il siège jusqu'en février 1974, date à laquelle il est battu par Winnie Ewing du Parti national écossais. Il est whip du gouvernement, de 1961 à 1962; Lords du Trésor et Whip écossais de 1962 à 1963; Sous-secrétaire d'État parlementaire pour l'Écosse, de 1963 à 1964. Il est porte-parole de l'opposition pour la défense, de 1967 à 1968 et membre du Cabinet fantôme, de 1969 à 1970.

### Secrétaire d'État à l'Écosse
Il est Secrétaire d'État pour l'Écosse pendant tout le gouvernement d'Edward Heath. Pendant son mandat, les problèmes de la pêche et du pétrole lui ont fait perdre son siège côtier de Moray au profit du SNP. Les documents gouvernementaux publiés en vertu de la règle des 30 ans révèlent une attitude qui pourrait expliquer cette perte. Des articles de 1970 ont révélé comment le Scottish Office était prêt à disposer d'une "flotte nationale plus faible et moins efficace" pour permettre au Royaume-Uni de souscrire à la politique commune de la pêche controversée. En ce qui concerne le pétrole en 1972, Campbell était contre toute initiative visant à utiliser les revenus pétroliers directement dans l'économie écossaise malgré le fait que Heath ait demandé aux ministères gouvernementaux d'explorer de tels arrangements pour aider à relancer l'économie écossaise avec "ses propres ressources". D'autres documents de 1974 ont révélé comment il proposait des "mesures exceptionnelles" pour forcer le Conseil des îles Shetland à accepter un terminal pétrolier sans avantages financiers pour les îles.

### Chambre des lords
Après avoir été battu par Winnie Ewing du Parti national écossais aux élections générales de février 1974, Campbell devient pair à vie en tant que baron Campbell de Croy de Croy dans le comté de Nairn le 9 janvier 1975. Il est devenu président du Scottish Board en 1976 et a été vice-président du comité consultatif sur la pollution en mer de 1976 à 1984.

### Vie privée
Il épouse Nicola Madan, fille de Geoffrey Spencer Madan et sa femme Marjorie Noble, et a trois enfants.
- Colin Ian Calthrop Campbell n. 1950
- Alastair James Calthrop Campbell n. 6 janv 1952
- Christina Marjorie Campbell n. 1953.

La famille Campbell vivait à Holme Rose à Croy dans la vallée de Nairn. En 2019, la propriété est mise sur le marché pour 2,3 millions de livres sterling.